# Michel Foucault
Michel Foucault (IPA /miʃɛl fukoː/, česky /mišel fukó/) (15. října 1926 Poitiers – 25. června 1984 Paříž) byl reprezentant francouzské intelektuální avantgardy sedmdesátých let, profesor Collège de France, filozof, sociolog a psycholog. Byl také historik filozofie, představitel filozofického strukturalismu a postmoderní filozofie, historik a teoretik kultury. Jeho způsob vědecké práce, nazvaný archeologie vědění, měl významný vliv na celou řadu společenských věd.

## Život
Narodil se roku 1926 ve městě Poitiers jako Paul-Michel Foucault v rodině chirurga. Po maturitě si jeho otec přál, aby se stal lékařem, ale Paula-Michela zajímal spíše dějepis a literatura. Již v době studia na jezuitské Collège Saint-Stanislas byl zvláštním žákem, ale jeho odlišnost se plně projevila až na pařížské École normale supérieure, kam byl přijat roku 1946 a kde navštěvoval školního psychologa. Několikrát se pokusil spáchat sebevraždu (byl homosexuál a se svou orientací nebyl zcela vyrovnaný). Během studií byl politicky neorganizovaný, ale v letech 1950 až 1953 byl členem komunistické strany Francie, ke které ho přivedl jeho přítel Louis Althusser. Později se z něj však stal vášnivý antistalinista.

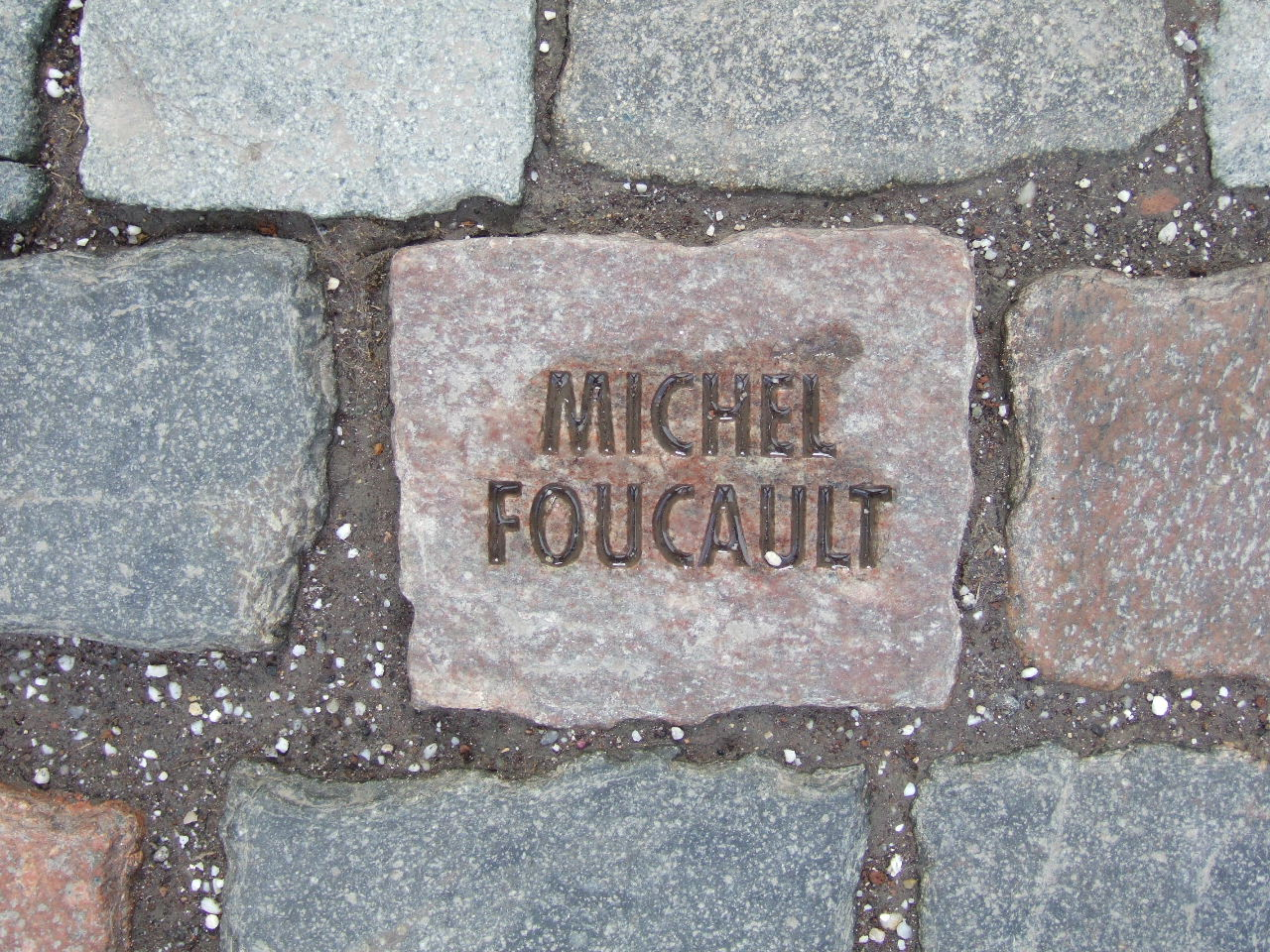
Dlažební kostka na památku Michela Foucaulta.

Po dokončení studií (filozofii skončil v r. 1948, psychologii v r. 1949) vyučoval na univerzitě v Lille jako asistent psychologie. V r. 1955 opustil Francii a strávil část svého života v Uppsale, Varšavě a Hamburku. Do Francie se vrátil až v roce 1960 a dokončil doktorát. Vyučoval na univerzitě v Clermont-Ferrand a po celou dobu jeho působení na zdejší půdě byla jeho oficiálním oborem psychologie. Od poloviny 60. let se Foucault angažoval i politicky (opozice v Brazílii, sovětští disidenti, Solidarita v Polsku). Mezi místa jeho dalšího působení patří také Tunisko a později Centre universitaire expériemental ve Vincennes, kde se Foucault stal ředitelem. Jeho kariéra zde byla přerušena, když byl zvolen do Collège de France, kde v r. 1970 přednesl svou inaugurační přednášku L'ordre du discours (česky: Řád diskursu). Později přednášel také v USA, Japonsku, Brazílii a Kanadě. Byl také dopisovatelem italského listu Corriere della Sera (zprávy o šáhově režimu v Íránu v roce 1978). Zemřel roku 1984 během příprav na cestu do Polska a Vietnamu na nemoc spojenou s tehdy ještě prakticky neznámým virem HIV.

## Foucaultova filozofie
Jeho dílo lze rozčlenit do několika období, tradičně je přijímáno dělení na období „fenomenologické“, „archeologické“, „genealogické“ a „etické“.
I když samotný Foucault odmítal být označován za filozofa, jeho vliv na filozofii druhé poloviny 20. století je neodmyslitelný. Důležitý vliv na filozofické smýšlení mladého Foucaulta, stejně jako většiny mladých lidí v poválečné Francii, měl marxismus. Na krátkou dobu se dokonce stal členem francouzské komunistické strany, ale po několika měsících vystoupil, protože, jak později podotkl, ztratil iluze o komunistické ideologii. Velký vliv na Foucaulta měl rovněž existencialismus a fenomenologie, nejvíce pak dílo Jean-Paula Sartra a Martina Heideggera. Foucaultova vlastní teorie se však v základech liší od těchto prvotních vlivů. Později se dokonce nechal slyšet, že: „Patřím do té studentské generace, která měla před očima horizont a limit marxismu, fenomenologie a existencialismu.“ Pro jeho intelektuální přesvědčení bylo do určité míry stimulující také prostředí francouzského strukturalismu (Jacques Lacan, Louis Althusser, Claude Lévi-Strauss, Roland Barthes, Georges Dumézil aj.). Foucault však bývá mnohými považován za představitele filosofie tzv. poststrukturalismu, čemuž odpovídá pozice radikálně vnějšího filosofujícího pozorovatele. Foucault sám však ke konci života se svým označením jako poststruktualisty nesouhlasil a za svůj největší životní vliv označil Friedricha Nietzscheho. Za mnohé dle svých slov vděčil také svému učiteli Jeanu Hyppolitovi, který svým překladem Hegelovy Fenomenologie ducha umožnil současné filosofii zhodnotit, co od Hegela přebírá, aby tomu mohla konečně uniknout.
Foucaultovo starší dílo je produktem jeho snahy o porozumění společnosti skrze archeologii vědění. Jeho archeologická snaha se výrazně liší od klasického dějepisectví, protože se zabývá studii „diskurzů“ a „epistémé“ různých historických období, tj. jejich myšlenkových struktur, spíše než historickými daty a chronologickými spojitostmi. Kupříkladu, namísto faktického historického popisu vězeňských systémů se Foucaultova historická studie Dohlížet a trestat: Kniha o zrodu vězení snaží vysvětlit, jaké všeobecné myšlenkové pochody umožnily a zapříčinily způsob, jakým společnost trestá překročení zákona. Cílem tohoto Foucaultova dekonstruktivismu je uvědomění, že dogmatické uspořádání forem vědění a chápaní, stejně jako i univerzální systémy morálek, jsou produktem spontánních myšlenkových pochodů, které tvoří jednotlivé epistémé, a nesmějí být chápány jako absolutní.
Jeho práce se věnují kritice racionalismu a strukturalismu. Na strukturalismu kritizuje především jeho hypotézu univerzality a nadčasovosti dějin a zdůrazňuje naopak jejich diskontinuitu. Jeho dílo nese stopy vlivu S. Toulmina a P. Feyerabenda. Foucault je jedním z hybatelů postmoderního obratu ve filozofii. Jeho historicky orientované práce jsou zaměřeny na rekonstrukci uspořádávacích forem vědění. Otázka vědy je podle něj rovna otázce vědění.
Ve svých prvních textech Foucault zkoumá řád „epistémé“, která je vymezena jako souhrn diskurzivní praxe určité doby. Diskurz se podle něj ukazuje jako prostředek k prosazení moci (pojem bio-moc), která utváří vědění, společenský řád i individuální pochopení. Moc je podle něj nadlidským faktorem. Rozum je v jeho podání subjekt, který se transformuje sám od sebe na základě náhodných mutací.
V knize rozhovorů Foucault říká:
„Selekce, které bychom mohli provést, jsou nepřípustné a neměly by existovat. Měli bychom číst a studovat vše. Jinými slovy: musíme mít v daný moment k dispozici celkový archiv jistého období. A archeologie je, v striktním významu, vědou o tomto archivu.“ 

## Foucault a jeho chápání moci
Moc v pojetí Foucaulta je vždy vztahový fenomén. Je všudypřítomná, není pouze represivní, ale je produktivní. Nelze ji rozumět pouze jako atributu státu a vládnoucích struktur. Je uplatňována v rámci celé společnosti.
Moc je dle Foucaulta „způsob jednání, jímž jedni působí na druhé“. Odlišuje vztahy násilí od mocenských vztahů, které nejsou v jeho pojetí totožné. Žádný výkon moci se bez jednoho či druhého nemůže obejít, přičemž toto jednání podněcuje, ovlivňuje, odvádí, usnadňuje či ztěžuje, rozšiřuje či omezuje, činí více či méně pravděpodobným; v extrémním případě zabraňuje či zakazuje chování subjektu.
Moc souvisí s vládnutím. Tento pojem Foucault nechápe v souvislosti s politickými strukturami, ale používá ho jako způsob, jak řídit chování jednotlivců či skupin. Jedná se o dohled nad společnostmi, který není vykonáván centrálně, ale rozptýleně prostřednictvím medicíny, vzdělávání, sociální politiky apod.
Dalším typem mocenských vztahů dle Foucaulta je dominance. Dominance je v jeho pojetí „takový asymetrický vztah moci, ve kterém mají podřízené osoby malý prostor k manévrování, protože jejich rozpětí svobody je extrémně limitováno v důsledku moci“ Dominantní osoby se naopak snaží ovlivňovat rozhodování podřízených osob a udávat pravidla jednání. Dominance je neměnná v průběhu dějin, je ustálená v rituálech a jiných procesech, které vnucují práva a povinnosti.

### Formy moci

#### Pastýřská moc
Foucault ji pojmenovává na základě biblické metafory „pastýřskou mocí“ Tento mocenský vztah přirovnává ke vztahu pastýře a jeho stáda. Jedná se o jednu z mocenských technik pocházející z křesťanství a kterou moderní stát integroval do svého politického aparátu.
Pastýřská moc je činnost, při které určitá autorita („pastýř“) provází jedince („ovce“) jejich životy. Jedná se o formu moci, která nepečuje pouze o celou komunitu, ale i zvlášť o každého jednotlivce po celý jeho život.
Cílem pastýřské moci je zabezpečit jedincům životní úroveň, zdraví, bezpečnost a ochranu. Cokoliv pastýř dělá, tak to vykonává pro dobro svého stáda. Pastýř zodpovídá za každého jedince i za stádo jako celek. Zároveň je od něho vyžadována permanentní poslušnost – ovce se musí neustále podřizovat pastýři, který svolává stádo dohromady, nasměrovává je a vede. Jeho samotná existence a jednání zapříčiňují existenci stáda, bez obojího by nemohla existovat ani pastýřská moc. Jejich vzájemný vztah vyvolává určitý typ vědění, kdy pastýř má přehled o stádu jako celku a zároveň o každém jednotlivci.
V souvislosti s moderním státem Foucault používá pojem „nová forma pastýřské moci“, jež se rozvinula z pastýřské moci prosazované středověkou církví.
Cílem této moci se stává blahobyt, posiluje se administrativa a je vykonávána veřejnými institucemi.
Vznik a fungování sociálního státu je možné chápat v souvislosti s technikami pastýřské moci, protože různé modely vládnutí jsou založeny na principu pastýřské moci. Model sociálního státu zahrnuje jednak politickou moc uplatňovanou nad zákonnými subjekty a jednak pastýřskou moc uplatňovanou nad životy individuí.
Záměrem pastýřské moci je zajistit „blaho“ jednotlivců i celku. Pastýř kontroluje a zároveň pečuje o své stádo, avšak zároveň jsou jedincům vnucovány představy o světě a pravidla chování. Člověk je přijímá a stává se tak subjektem moci.

#### Bio-moc
(„bio-pouvoir“, „bio-power“)
Předmětem zájmu státu je nejenom tělo, ale i obecná biologická kategorie života. Jedná se o moc nad životem.
Bio-moc nabyla dvě základní podoby. První forma bio-moci se soustředí na „tělo jako stroj“. Tělo je dle Foucaulta nutné co nejlépe vycvičit, aby podávalo ty nejlepší výkony. Výcvik vychovává tělo poslušné, ovladatelné a snadno začlenitelné do účinných a ekonomických systémů produkce, ovládání a kontroly, přičemž jsou uplatňovány mechanismy „dohlížet a trestat“.
Druhá forma se soustředí na „tělo-druh“, tedy na tělo jakožto bázi biologických procesů: rozmnožování, narození a úmrtí, zdravotní úrovně, pravděpodobné délky života a dlouhověkosti, a to se všemi podmínkami, které je mohou změnit. 
Tělo je zapotřebí co nejúčinnějším způsobem porodit, zároveň je také třeba provádět jeho pravidelnou „údržbu“ a racionálním způsobem se těla po jeho opotřebování zbavit. 
Nejvýhodnější pro pokrok státu je, aby se rodila těla s dobrými parametry výkonnosti a dlouhověkosti, protože vyžadují nejmenší nároky na „údržbu“ a podávají co nejvyšší výkony. 
Dochází tak k sérii intervencí a regulačních kontrol: bio-politice populace. Kontrola těl a populace otevírá éru bio-moci.

## Dílo
(seznam českých překladů podle data původního vydání)
- Psychologie a duševní nemoc. Praha: Horizont, 1971. 113 s. (2. vydání Praha: Dauphin 1999. ISBN 80-86019-30-6); orig.: Maladie mentale et personnalité (1954)
- Dějiny šílenství v době osvícenství. Praha: NLN, 1994. 209 s. ISBN 80-7106-085-2; orig.:Histoire de la folie à l'âge classique – Folie et déraison (1961)
- Raymond Roussel. Praha : Herrmann & synové 2006. ISBN 80-87054-01-6; orig.: (1963)
- Zrození kliniky. Červený Kostelec : Pavel Mervant 2010. ISBN 978-80-87378-29-8; orig.: Naissance de la clinique (1963)
- Slova a věci. Brno: Computer Press, 2007. ISBN 978-80-251-1713-2; orig.: Les mots et les choses (1966)
- Myšlení vnějšku. Praha : Herrmann, 1996. 303 s. ISBN 80-238-0471-5 (2. vydání tamtéž, 2003. ISBN 80-239-2454-0); orig.: La pensée du dehors (1966)
- Archeologie vědění. Praha : Herrmann & synové, 2002. 318 s. ISBN 80-239-0124-9; orig.: L'archéologie du savoir (1969)
- Diskurs, autor, genealogie. Praha : Svoboda, 1994. 115 s. ISBN 80-205-0406-0 – obsahuje díla: Nietzsche, genealogie, historie; orig.: Nietzsche, la généalogie, l'histoire (1971), Řád diskursu; orig.: L'ordre du discours (1971), Co je autor?; orig.: Qu'est-ce qu'un auteur (1969)
- Dohlížet a trestat. Kniha o zrodu vězení. Praha : Dauphin, 2000. 427 s. ISBN 80-86019-96-9; orig.: Surveiller et punir (1975)
- Je třeba bránit společnost. Kurs na Collège de France 1975-1976. Praha : Filosofia, 2005. ISBN 80-7007-221-0; orig.: Il faut défendre la société – soubor Foucaultových přednášek
- Zrození biopolitiky. Kurs na Collège de France 1978-1979. Brno : Centrum pro studium demokracie a kultury, 2009. ISBN 978-80-7325-181-9; orig.: Naissance de la biopolitique – soubor Foucaultových přednášek
- Dějiny sexuality; orig.: Historie de la sexualité – vyšly jen čtyři z proponovaných pěti dílů
  - Vůle k vědění. Praha : Herrmann & synové, 1999. 189 s. ISBN 80-238-5090-3; orig.: Vol I: La Volonté de savoir (1976)
  - Užívání slastí. Praha : Herrmann & synové, 2003. 338 s. ISBN 80-239-1187-2; orig.: Vol II: L'Usage des plaisirs (1984)
  - Péče o sebe. Praha : Herrmann & synové, 2003. 326 s. ISBN 80-239-1186-4; orig.: Vol III: Le Souci de soi (1984)
  - Doznání těla. Praha : Herrmann & synové, 2024. 496 s. ISBN 978-80-53002-02-8; orig.: Vol IV: Les Aveux de la chair (2018)
- Sen a obraznost. Liberec : Dauphin, 1995. 75 s. ISBN 80-901842-1-9